# Interprovincial Championship 1974-75
El Interprovincial Championship de 1974-75 fue la vigésimo novena edición del torneo de equipos provinciales de la Isla de Irlanda, es decir tanto de la República de Irlanda como de Irlanda del Norte.

## Sistema de disputa
El torneo se disputó en formato de todos contra todos, otorgando 2 puntos por el triunfo, 1 por el empate y 0 por la derrota. El equipo que obtuviera más puntos al final del campeonato era declarado campeón.

## Desarrollo
- Tabla de posiciones:[1]

| Pos. | Equipo         | Encuentros | Encuentros | Encuentros | Encuentros | Tantos | Tantos | Tantos | Puntos |
| Pos. | Equipo         | PJ         | PG         | PE         | PP         | F      | C      | Dif    | Puntos |
| ---- | -------------- | ---------- | ---------- | ---------- | ---------- | ------ | ------ | ------ | ------ |
| 1.º  | Ulster Rugby   | 3          | 2          | 1          | 0          | 57     | 21     | +36    | 5      |
| 2.º  | Leinster Rugby | 3          | 2          | 0          | 1          | 30     | 31     | -1     | 4      |
| 3.º  | Munster Rugby  | 3          | 0          | 2          | 1          | 18     | 21     | -3     | 2      |
| 4.º  | Connacht Rugby | 3          | 0          | 1          | 2          | 15     | 47     | -32    | 1      |

|  | Campeón. |

### Resultados
| 1974 | Connacht | 6 - 6 | Munster |  |  |

| 1974 | Leinster | 9 - 6 | Munster |  |  |

| 1974 | Leinster | 12 - 3 | Connacht |  |  |

| 1974 | Munster | 6 - 6 | Ulster |  |  |

| 1974 | Ulster | 29 - 6 | Connacht |  |  |

| 1974 | Ulster | 22 - 9 | Leinster |  |  |

| Bandera de Irlanda    |
| Campeón Ulster        |
| Décimo segundo título |